# الکساندر گرامیسوف
الکساندر گرامیسوف (انگلیسی: Alexander Geramisov؛ زادهٔ ۱۹ مارس ۱۹۵۹ – درگذشته ۲۱ مهٔ ۲۰۲۰) بازیکن هاکی روی یخ اهل شوروی بود.